# ボニャーク
ボニャーク（ロシア語: Боняк、生没年不詳）は、11世紀末から12世紀中頃のポロヴェツ族のハンである。

## 生涯
1091年、ボニャークとトゥゴルカンはルーシの公たちと共に、ペチェネグ族に対する援軍としてビザンツへ向かい、レヴニオンの戦い(ru)でペチェネグ軍を破った。1096年にキエフを攻撃し、キエフ郊外の修道院や、ベレストヴォの離宮を焼失させた。1097年にテレボヴリ公ヴァシリコが盲目にさせられた後、ルーシの諸公の内紛への介入を決めた。なお『原初年代記』には、「ボニャークが狼のように吠えると、多くの狼がそれに応えた。これによって、ボニャークは勝利を予測した」という主旨の記述がある。実際、1099年のヴャグルの戦い(ru)では、ボニャークの策略によって、敵対者であるハンガリー軍は罠へと誘い込まれ、壊滅的な敗北を喫している。
1105年冬、ザルブを攻撃し、捕虜と共にステップへ帰還した。1107年にはシャルカンと共に、スヴャトポルク、ウラジーミル、オレグの率いるルーシ軍と戦った。しかしこのスーラ川の戦いにおいて、ポロヴェツ軍は敗北し、ボニャークの兄弟のタズが死亡した。シャルカンも捕虜となるところを辛うじて逃れた。
1113年、ポロヴェツのハン・アエパと共にヴィリより攻め寄せたが、モノマフとオレグがロメン(ru)より迎撃に出たため、ポロヴェツ軍は後退した。ボニャークに関する最後の言及は、1167年に、ノヴゴロド・セヴェルスキー公オレグ（上記のオレグとは別人）によって打ち破られた、というものである。
研究者は、ボニャークと、ドニエプル川左岸の支流のヴォヴチャ川(ru)付近を遊牧していた、ポロヴェツ連合体のブルチェヴィチとを関連づけている。